# The Longest Line
(NOFX - Kill all the white man - The Longest Line)
The Longest Line è un EP pubblicato dalla punk rock band NOFX nel 1992.
È l'incisione di debutto di El Hefe ed anche la prima pubblicazione della Fat Wreck Chords.
Nel 1993 la band pop punk Blink-182 ha realizzato una cover di The Longest Line e l'ha registrata nella loro demo d'esordio Flyswatter.

## Tracce
1. The Death of John Smith - 3:51
2. The Longest Line - 2:04 mp3
3. Stranded - 2:08
4. Remnants - 2:59
5. Kill All the White Man - 2:48

## Formazione
- Fat Mike - basso e voce
- El Hefe - chitarra e voce
- Eric Melvin - chitarra
- Erik Sandin - batteria, percussioni